# Сент-Фуа-Сийери-Кап-Руж
Сент-Фуа-Сийери-Кап-Руж — один из шести районов города Квебек, в провинции Квебек, в Канаде. Образован 1 ноября 2009 года путём слияния районов Кап-Руж, Аэропор и Сент-Фуа-Сийери.
Граничит на западе с муниципалитетом Сент-Огюстен-де-Демор, на северо-западе с районом Ла От-Сен-Шарль, на северо-востоке с Л’Ансьенн-Лоретт и районом Ле Ривьер, на востоке с Ла Сите-Лимуалу и на юге с рекой Святого Лаврентия.
Сент-Фуа-Сийери-Кап-Руж называют воротами в Квебек, главным образом, из-за наличия моста Пьера Лапорта и Квебекского моста. С появлением мостов район испытал сильный экономический и культурный подъём.

## История
Район возник путём слияния трёх древних городов. В 1669 году миссионер-иезуит Пьер Шомоно, проповедовавший среди индейцев-гуронов, построил здесь часовню Нотр-Дам-де-Фуа в непосредственной близости от рю дю Валлон.
В 1678 году именем Ноэля Брюлара де Сийери (1577—1640), рыцаря Мальтийского ордена, рукоположённого в сан священника в 1634 году, было названо поселение, в котором им была основана первая миссия в Квебеке.
В 1541—1543 годах Жак Картье основал небольшую деревню. В 1650 году Жан Жюшеро получил эти земли в удел и назвал поместье Кап-Руж. Это название происходит от красного сланца, из которого состоят окружающие скалы и мыс с видом на реку Святого Лаврентия.

## Округа
Территория района разделена на семь округов: Ла Сите-Юниверситер, Сийери, Сен-Луи, Плато, Пуант-де-Сент-Фуа, Аэропор и Кап-Руж. Эта территория разделена на пять избирательных округов.
В городском совете Квебека Шарльбур представлен советником по каждому из четырёх избирательных округов.
| Район | Район                   | Избирательны округ  | Советник              | Партия              |
| ----- | ----------------------- | ------------------- | --------------------- | ------------------- |
| 3     | Сент-Фуа-Сийери-Кап-Руж | Сен-Луи-Сийери      | Франсин Лортье        | Команда Лебона (EL) |
|       |                         | Ла Сите-Юниверситер | Кристьян Буа          | Команда Лебона (EL) |
|       |                         | Плато               | Мари-Дозе Савар       | Команда Лебона (EL) |
|       |                         | Кап-Руж             | Дениз Трембле-Ланшетт | Команда Лебона (EL) |
|       |                         | Лорентьен           | Жан Гиболь            | Независимый         |

В настоящее время председателем районного совета является Франсин Лортье.